# مژگان کشاورز
مژگان کشاورز  (زادهٔ ۱۳۶۱/١٠/١٠) فعال مدنی، فعال حقوق زنان و زندانی سیاسی اهل ایران است. او توسط قوه قضائیه جمهوری اسلامی به «افساد فی‌الارض» متهم شده و در خطر صدور حکم اعدام قرار دارد.

## اعتراض به حجاب احباری
۱۷ اسفند ۱۳۹۷ مورخ ۸ مارس (روز جهانی زن) مژگان کشاورز به‌همراه یاسمن آریانی ویدیویی منتشر کردند که در آن حجاب از سر برداشته‌بود و در واگن، مشغول پخش کردن گل میان زن‌ها بود. گفته می‌شود یکی از دلایل بازداشت وی همین‌کار بوده‌است.

## بازداشت
مژگان کشاورز از معترضین به حجاب اجباری در تاریخ ۵ اردیبهشت ۱۳۹۸ توسط، نیروهای امنیتی، در خانه‌اش بازداشت شد و به‌اتهام «تبلیغ علیه نظام»، «اجتماع تبانی به قصد اقدام علیه امنیت ملی» و «توهین به مقدسات» توسط دادگاه به ۲۳ سال و ۶ ماه حبس محکوم شد که بعداً به ۱۲ سال و ۷ ماه کاهش یافت.

## آزادی
به‌گفتهٔ وکیل مژگان کشاورز، او در تاریخ ۱۵ بهمن ۱۴۰۰، به‌صورت مشروط از زندان زنان قرچک آزاد شد.

## ۱۴۰۱ و اتهامات
مژگان کشاورز که به ۲۳ سال و ۶ ماه حبس محکوم شده و به‌علت بیماری و به‌صورت مشروط آزاد شده‌بود، توسط قوه قضائیه جمهوری اسلامی ایران با پرونده‌سازی به «افساد فی‌الارض» متهم شده و در خطر اعدام قرار دارد. این درحالی است که محمد مقیمی، وکیل او گفته که مژگان کشاورز صرفاً به حجاب اجباری اعتراض کرده‌است. او در توئیتی نوشت:
جان مژگان کشاورز در خطر است
موکلم مژگان کشاورز فعال حقوق زنان و معترض به حجاب اجباری که پیشتر به ۲۳ سال و ۶ ماه حبس محکوم شده بود و به علت بیماری آزاد شده بود، با تشکیل پرونده جدید به افساد فی‌الارض متهم شده و در معرض صدور حکم اعدام قرار دارد.— محمد مقیمی، وکیل مژگان کشاورز